# Символ Шлефлі
Символ Шлефлі (англ. Schläfli symbol) — топологічна характеристика многогранника.
У математиці символ Шлефлі застосовується для опису правильних багатокутників, правильних многогранників, і n-многогранників.

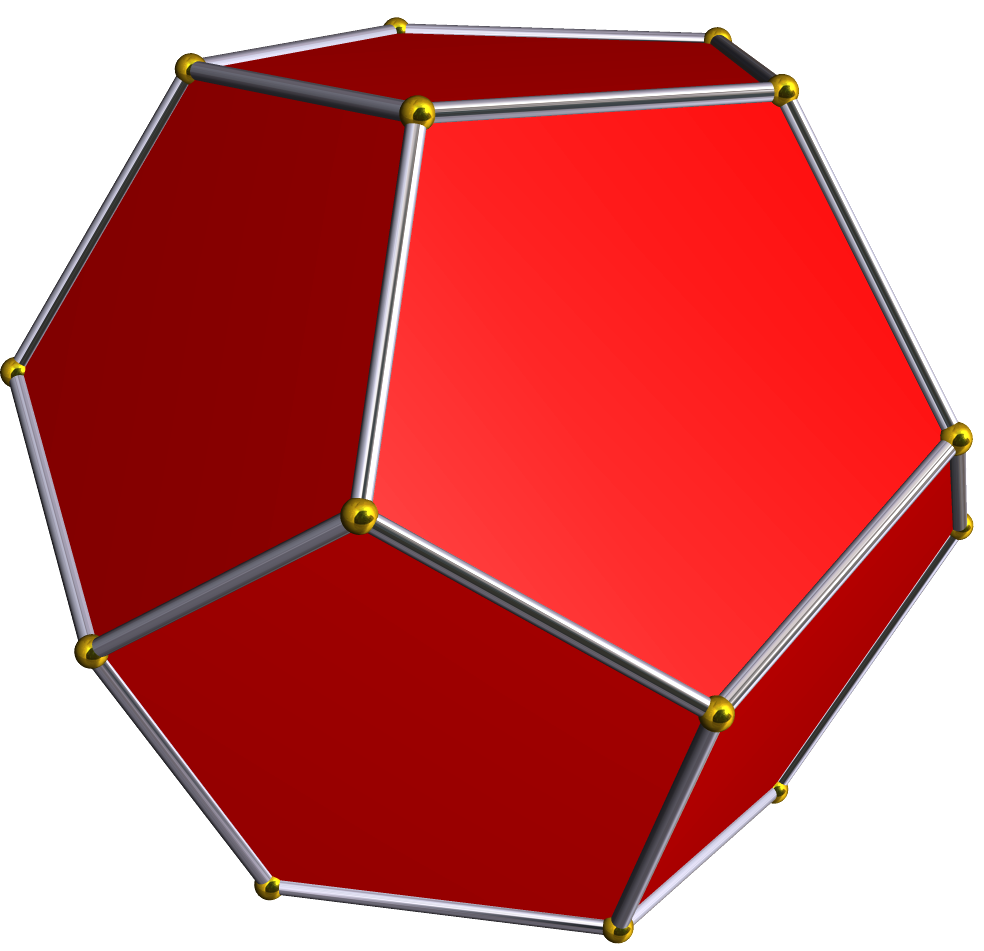
Додекаедр - правильний багатогранник з символом Шлефлі {5,3}, який має по три п'ятикутники біля кожної вершини.

Символ Шлефлі названий на честь математика XIX століття Людвіга Шлефлі, який зробив значний внесок у геометрію та інші галузі.

## Побудова
Символ Шлефлі правильного багатокутника {p}, де p — число сторін багатокутника. Отже, {3} — правильний трикутник, {4} — квадрат. Для правильних зірок число Шлефлі задається як {p/q}, де p — число сторін, а кожна q-та вершина суміжна. Слід зауважити, що p і q будуть взаємно простими числами. Наприклад, {5/2} — пентаграма.
Символ Шлефлі позначається у вигляді {p, q, r, … }. Символ Шлефлі правильного многогранника визначається по індукції таким чином. Визначимо  p як число сторін 2-вимірної грані. Зафіксуємо тепер якусь вершину  P многогранника  Γ і розглянемо всі вершини  Γ, з'єднані з нею ребром. Всі ці вершини лежать в одній гіперплощині  H (ортогональної до осі, що з'єднує центр многогранника з вершиною  P) і перетин  Γ ∩ H многогранника  Γ гіперплощиною  H являє собою правильний многогранник на 1 меншої розмірності. Оскільки всі вершини  Γ рівноправні, то тип цього многогранника не залежить від вибору вершини  P. Визначимо тепер  q як число сторін 2-вимірної грані многогранника  Γ ∩ H. Продовжуючи діяти таким чином доти, поки отримуваний перетин має двовимірну грань, ми отримаємо символ Шлефлі Γ.
Таким чином, символ Шлефлі  n-вимірного многогранника складається з  n-1 цілих чисел ≥ 3.
Можливе інше визначення для 3-вимірних многогранників: многогранник, який має q p-сторонніх граней при вершині представляється як {p, q}. Наприклад, куб має 3 квадрати при вершині і представляється як {4,3}.
Правильний 4-вимірний політоп (4-многогранник) з r правильними {p, q}-багатогранними комірками при ребрі представляється як {p, q,r}. І далі застосовуємо індукцію для більшої кількості вимірів.

## Приклади
| Розмірність простору | Символ Шлефлі | Многогранник            |
| -------------------- | ------------- | ----------------------- |
| 3                    | {3,3}         | Тетраедр                |
| 3                    | {4,3}         | Куб                     |
| 3                    | {3,4}         | Октаедр                 |
| 3                    | {3,5}         | Ікосаедр                |
| 3                    | {5,3}         | Додекаедр               |
| 4                    | {3,3,3}       | 5-комірник (4-симплекс) |
| 4                    | {4,3,3}       | 8-комірник (4-куб)      |
| 4                    | {3,3,4}       | 16-комірник             |
| 4                    | {3,4,3}       | 24-комірник             |
| 4                    | {5,3,3}       | 120-комірник            |
| 4                    | {3,3,5}       | 600-комірник            |
| ≥ 5                  | {3, …, 3}     | n-симплекс              |
| ≥ 5                  | {3, …, 3,4}   | Гіпероктаедр            |
| ≥ 5                  | {4,3, …, 3}   | Гіперкуб                |